# Judy Landers
Judy Landers (* 7. Oktober 1958 als Judy Hamburg in Philadelphia, Pennsylvania) ist eine US-amerikanische Schauspielerin.

## Leben
Landers begann ihre Karriere in Film und Fernsehen Mitte der 1970er Jahre. 1974 trat sie als Gaststar in der Sitcom Happy Days erstmals im US-amerikanischen Fernsehen auf, zwei Jahre später hatte sie ihr Spielfilmdebüt in einer kleinen Rolle im Sexploitationfilm The Yum Yum Girls. In der ersten Staffel der Krimiserie Vegas spielte sie die wiederkehrende Rolle der Angie Turner, die aushilfsweise das Telefon des Privatdetektivs Dan Tanna besetzt. Eine weitere wiederkehrende Rolle stellte sie 1981 in B.J. und der Bär dar; im darauf folgenden Jahr spielte sie eine der Hauptrollen in der kurzlebigen Sitcom Madame’s Place. In den erfolgreichen Fernsehserien Drei Engel für Charlie, Fantasy Island und Knight Rider trat sie in mehreren Episoden, jedoch unterschiedlichen Rollen auf. Weitere Gastauftritte hatte sie unter anderem in Ein Colt für alle Fälle, Das A-Team und ALF. Ihre Filmkarriere verlief weniger erfolgreich, sie spielte zumeist in Produktionen mit kleinem Budget.
Sie ist die Tochter von Ruth Landers und die jüngere Schwester der Schauspielerin Audrey Landers, mit der sie häufig zusammen vor der Kamera stand. Zusammen mit ihrer Mutter schufen die Schwestern 1995 die Kindersendung The Huggabug Club, die bis 1997 auf PBS Kids ausgestrahlt wurde; 2006 schrieben und inszenierten die Schwestern die Familienkomödie Circus Camp, in der sie auch die weiblichen Hauptrollen übernahmen.
Landers ist mit dem ehemaligen Baseballprofi Tom Niedenfuer verheiratet, ihre beiden Töchter Lindsey und Kristy sind ebenfalls als Schauspielerinnen tätig.

## Filmografie (Auswahl)

### Film
- 1980: Nieten unter sich (The Black Marble)
- 1985: Trigger – Die Hand am Abzug
- 1985: Knast Total – Hier sitzen sie richtig (Doin' Time)
- 1985: Hellhole
- 1986: Die Stewardessen Academy (Stewardess School)
- 1986: Zwei unter Volldampf (Armed and Dangerous)

### Fernsehen
- 1977: Happy Days
- 1978: Drei Engel für Charlie (Charlie’s Angels; Folge: Kies und Diamanten)
- 1978–1979: Vegas (Vega$)
- 1979: Die Jeffersons (The Jeffersons)
- 1979: Drei Engel für Charlie (Charlie’s Angels, Fernsehserie, Folge 4x01 Abenteuer in der Karibik)
- 1980: Buck Rogers (Buck Rogers in the 25th Century)
- 1980: CHiPs
- 1980–1984: Fantasy Island
- 1982: Ein Colt für alle Fälle (The Fall Guy)
- 1982–1985: Knight Rider (2 Folgen)
- 1985: Das A-Team (The A-Team)
- 1986: L.A. Law – Staranwälte, Tricks, Prozesse (L.A. Law)
- 1987: ALF
- 1987: Mord ist ihr Hobby (Murder, She Wrote)
- 1990: Mein Vater ist ein Außerirdischer (Out of This World)